# Bigbank
Die Bigbank AS (Eigenschreibweise BIGBANK) ist ein auf Termineinlagen und Verbraucherkredite spezialisiertes Kreditinstitut in Tartu.

## Unternehmen
Das Unternehmen mit Sitz im estnischen Tartu hat sich seit seiner Gründung im Jahr 1992 zu einer der profitabelsten Banken des Baltikums entwickelt. Bei einer Eigenkapitalquote von 21,2 Prozent wies die Bigbank im Geschäftsjahr 2012 einen Gewinn von 7,03 Millionen Euro aus. Sie unterhält Filialnetze in Estland, Lettland, Litauen, Finnland, Spanien und Schweden. In Deutschland, Österreich und den Niederlanden ist sie als reine Online-Bank aktiv. Das Unternehmen beschäftigt rund 580 Mitarbeiter. Die Bank gehört zu gleichen Teilen den beiden Gründern und heutigen Aufsichtsratsmitgliedern Parvel Pruunsild und Vahur Voll. Vorstandsvorsitzender ist seit April 2013 Kaido Saar.
In Deutschland und Österreich bietet die Bigbank als Online-Bank ausschließlich Festgeldanlagen an. In Deutschland ist sie seit August 2009, in Österreich seit Februar 2010 am Markt. Als grenzüberschreitend tätiges Kreditinstitut ist die Bigbank bei der deutschen Bundesanstalt für Finanzdienstleistungsaufsicht (BaFin) und der Österreichischen Finanzmarktaufsichtsbehörde (FMA) angemeldet. Eine direkte Beaufsichtigung wird von der estnischen Finanzinspektion ausgeübt. Der Wirtschaftsprüfer der Bigbank ist KPMG Baltics. Die Einlagen und Zinsen der Kunden sind über den gesetzlichen Einlagensicherungsfonds Estlands (Tagatisfond) bis zu einer Höhe von 100.000 Euro pro Kunde abgesichert (Stand 1. Januar 2011).
Nach ihrer Gründung am 22. September 1992 weitete die heutige Bigbank ihre Aktivitäten und ihr Geschäftsfeld kontinuierlich aus, zunächst im Baltikum, dann auch darüber hinaus. Im September 2005 erhielt das Unternehmen die Lizenz als Kreditinstitut. Als Spezialbank für Konsumentenkredite und Termingelder ist die Bigbank kein Mitglied des estnischen Zahlungssystems. Sie unterhält ihre Konten daher bei ihrer Korrespondenzbank in Estland, der SEB Bank.

## Geschichte
1992 nahm die heutige Bigbank ihre Tätigkeit auf und eröffnete ihre erste Repräsentanz im estnischen Tartu. Ein Jahr später wurden die ersten Büros in Tallinn und Pärnu eröffnet. 1996 gründete die Bank ein Tochterunternehmen in Lettland. 1997 nahm das Unternehmen die Marke BIG in Gebrauch, die für "Balti Investeeringute Grupp" (Baltische Investmentgesellschaft) steht. 2004 beantragte die BIG die Lizenz als Kreditinstitut und notierte erstmals Schuldverschreibungen an der Tallinner Börse. Im folgenden Jahr erhielt die BIG ihre Tätigkeitserlaubnis als Kreditinstitut und ist seit dem 28. September 2005 in Estland als Bank tätig. Das Unternehmen nennt sich seitdem Balti Investeeringute Grupi Pank AS. Seit 2006 bietet die BIG Festgeldverträge auf dem estnischen Markt an. Ein Jahr darauf wurde eine neue Zweigstelle der BIG in Litauen eröffnet, sie arbeitete als erste Unternehmenseinheit unter dem heutigen Namen Bigbank. Die BIG organisierte die erste internationale Ausgabe von Schuldverschreibungen und notierte die Schuldverschreibungen an der Stockholmer Börse. Im Folgejahr wurde die bisher unter der Marke BIG operierende Bank einheitlich zu Bigbank umbenannt. Nach Estland und Litauen eröffnete die Bigbank auch in Lettland eine Bankfiliale, in Finnland bietet sie im Online-Verfahren Sparkonten an. Im Heimatland Estland startete sie zudem die Kooperation mit der Post. Im August 2009 wurde die Bigbank in Deutschland aktiv, im Februar 2010 in Österreich. Im November 2009 eröffnete die erste finnische Filiale, ab März 2010 werden in Finnland auch Verbraucherkredite vergeben.
Seit dem 1. Januar 2011 bietet auch die Bigbank entsprechend den EU-Richtlinien 94/19/EG und 97/9/EG eine gesetzliche Einlagensicherung in Höhe von 100.000 €. Im März 2011 eröffnete die BIGBANK eine Niederlassung in Spanien, Anfang 2012 nahm sie zudem die Geschäfte in den Niederlanden sowie in Schweden auf.